# Syzygium winckelii
Syzygium winckelii är en myrtenväxtart som beskrevs av Gerda Jane Hillegonda Amshoff. Syzygium winckelii ingår i släktet Syzygium och familjen myrtenväxter. Inga underarter finns listade i Catalogue of Life.